# Apochiton
Apochiton là một chi thực vật có hoa trong họ Hòa thảo (Poaceae).

## Loài
Chi Apochiton gồm các loài: